# Günter Malkowski
Günter Malkowski (* 25. Oktober 1926 in Berlin; † 4. Juli 1952 in Moskau) war ein Student der Deutschen Hochschule für Politik und Teilnehmer am Widerstand in der frühen DDR. Er wurde in Weimar zum Tode verurteilt und in Moskau hingerichtet.

## Leben

### Leben bis 1945
Die Eltern Günter Malkowskis ließen sich scheiden, bevor ihr Sohn zur Schule kam. Im Alter von elf Jahren schickte ihn seine alleinerziehende, berufstätige Mutter auf die Potsdamer Nationalpolitische Erziehungsanstalt, ein Internat. Von dort im Januar 1944 zur Kriegsmarine eingezogen, erlebte Malkowski das Kriegsende in einem Lazarett in Norwegen. Im Kriegseinsatz wurde ihm „durch die Absurdität der nationalsozialistischen Ideologie der Wert einer gut fundierten und selbst erarbeiteten Weltansicht […] zur Triebfeder“ seiner späteren Studienabsichten.

### In der SBZ
Nach Kriegsende trat Malkowski in Leipzig der Sozialdemokratischen Partei Deutschlands (SPD) bei. Die Zwangsvereinigung von SPD und KPD zur SED im April 1946 lehnte er ab und blieb in der sowjetischen Besatzungszone (SBZ) Mitglied der nun in den Untergrund abgetauchten SPD.
Malkowski begann, gefördert von Theodor Litt, ein Studium an der Universität Leipzig. Er bewegte sich in Leipzig in Zirkeln oppositionell eingestellter Schüler und Studenten, die sich am Leitbild der westlichen Demokratie orientierten. Diese Gruppen suchten und erhielten Unterstützung von Institutionen und Organisationen in den Westsektoren Berlins, wie dem Ostbüro der SPD, dem Rundfunksender RIAS-Berlin, dem Untersuchungsausschuss Freiheitlicher Juristen oder der Kampfgruppe gegen Unmenschlichkeit (KgU).
Die Aktivität der Oppositionsgruppen umfasste neben der Beschaffung und Lektüre verbotener Literatur das Herstellen, Importieren und Verteilen von Flugschriften, das Anbringen eigener und die Zerstörung gegnerischer Parolen. Untrennbar verbunden mit dem Untergrundkampf für die „Befreiung vom Kommunismus“ war die Gewinnung und Weitergabe von Informationen, nicht nur zur verdeckten Aufrüstung, zur geheimen Rüstungsindustrie, zum Überwachungs- und Sicherheitsapparat oder zu Menschenrechtsverletzungen, sondern aller Art an die westlichen Unterstützer. Malkowski gewährleistete für einen Kreis von mindestens 15 Personen vermutlich zu einem V-Mann des französischen Geheimdienstes eine derartige Verbindung.

### Student in West-Berlin
Für das Sommersemester 1949 bewarb sich Malkowski erfolgreich um einen Studienplatz an der Freien Universität Berlin. Im Aufnahmegespräch, an dem Ernst Tillich, ein Dozent an der Deutschen Hochschule für Politik (DHfP) und KgU-Leiter, teilnahm, sprach er freimütig von seinem Kontakt zum französischen Geheimdienst. Tillich will Malkowski in einem späteren Privatgespräch wegen seines unkonspirativen Verhaltens und vor einer Fortsetzung der geheimdienstlichen Tätigkeit gewarnt haben.
Malkowskis Absicht, das Studium 1949 in West-Berlin fortzusetzen, scheiterte. Im Januar 1949 hatte auch in Leipzig ein HO-Geschäft eröffnet, das entgegen der propagierten gleichmäßigen Verteilung der Güter sonst rationierte Waren einer besserverdienenden Kundschaft zu stark überhöhten Preisen anbot. Aus Protest hatte Malkowski die Schaufensterscheibe zerstört und war später festgenommen worden.
Nach fünf Wochen freigelassen, konnte er sein Studium weder in Leipzig noch in West-Berlin fortsetzen und flüchtete nach Westdeutschland, wo er im Ruhrgebiet als Bergmann arbeitete und gewerkschaftlich tätig wurde. Malkowski blieb, wie zuvor in der DDR, SPD-Mitglied, machte jedoch auf die Flüchtlingsbetreuungsstelle der Partei den Eindruck eines „politischen Abenteurers“.
Seit dem Frühjahrssemester besuchte 1950 Malkowski, um sich für eine Funktion im Deutschen Gewerkschaftsbund zu qualifizieren, Lehrveranstaltungen an der DHfP, so bei Eugen Fischer-Baling und Werner Ziegenfuß, der ihm „ausgezeichnete wissenschaftliche Begabung“ attestierte und ihn als „eines Stipendiums in besonderem Maße würdig“ einschätzte.

### Tätigkeit für die KgU
Nach der Überlieferung der KgU registrierte im Januar 1951 ihr Mitarbeiter Hanfried Hieke (geb. 1929) Günter Malkowski, von dem es hieß, er habe zuvor für „Ausländer“ gearbeitet, als V-Mann unter dem Decknamen „Junker“. Hieke, seit August 1950 „Sachgebietsleiter Sachsen“ der KgU, kooperierte unter dem Decknamen „Fred Walter“ mit Regimegegnern, die konspirativ Informationen beschafften.
Schon im Frühjahr 1951 hatte die KgU entdeckt, dass Hieke verbotenerweise auch für den amerikanischen Militärnachrichtendienst MID arbeitete, und sich im Mai 1951 von ihm getrennt. Hieke hatte zuvor begonnen, „ungefähr zwei Dutzend V-Leute samt der an sie angeschlossenen Gruppen ohne deren Wissen aus der KgU“ herauszulösen, um nur noch für den MID tätig zu sein. Seine Kündigung reichte er im Juli nach. Malkowski, den Hieke unter Vertrag genommen hatte, sammelte weiterhin in Sachsen unter dem Decknamen Junker Nachrichten und übermittelte Aufträge. Bei der KgU war er seit März 1951 „nicht mehr aufgetreten“.

### Verhaftung und Tod
Am 9. September 1951 verhaftete die sowjetische Geheimpolizei Malkowski im Ost-Berliner Bezirk Treptow. Ob diese und etwa 200 weitere Verhaftungen von KgU-Angehörigen in Sachsen überwiegend auf einen Verrat Hiekes zurückgingen, ist unklar. Die Verhaftungswelle, die mehr als vierzig Hinrichtungen zur Folge hatte, war eine der größten der sowjetischen Geheimpolizei und des Ministeriums für Staatssicherheit (MfS) in der Frühzeit der DDR. Ein Überlebender berichtete nach seiner Freilassung im Jahre 1956, dass „Junker alias Malkowski […] bis zuletzt geschwiegen hatte“ und trotz „unmenschlicher“ Haft im Unterschied zu Hieke und anderen niemand belastet oder verraten hatte.
In einer Verhandlung am 16. April 1952 vor dem Sowjetischen Militärtribunal (SMT) Nr. 48240 wurde Malkowski vorgeworfen, sich an einer Flugblattaktion der KgU während der Leipziger Frühjahrsmesse 1951 und der Schleusung des Kuriers der antisowjetischen, ukrainischen Organisation OUN durch die DDR beteiligt zu haben. Das Gericht in Weimar verurteilte ihn wegen „Spionage, antisowjetischer Tätigkeit und Propaganda und Mitgliedschaft in einer konterrevolutionären Organisation“ zum Tode durch Erschießen.
Malkowski wurde im Mai 1952 von Berlin-Lichtenberg über Brest-Litowsk in die Sowjetunion transportiert. Nachdem der Oberste Sowjet am 26. Juni 1952 Malkowskis Gnadengesuch abgelehnt hatte, wurde das Todesurteil am 4. Juli 1952 im Moskauer Butyrka-Gefängnis vollstreckt. Malkowskis Leiche wurde verbrannt und die Asche anonym auf dem Moskauer Donskoi-Friedhof bestattet.
Im Juli 1960 teilte die sowjetische Botschaft in Bonn der Mutter Malkowskis mit, ihr Sohn sei „1952 in sowjetischer Haft verstorben“.

## Ähnliche Schicksale

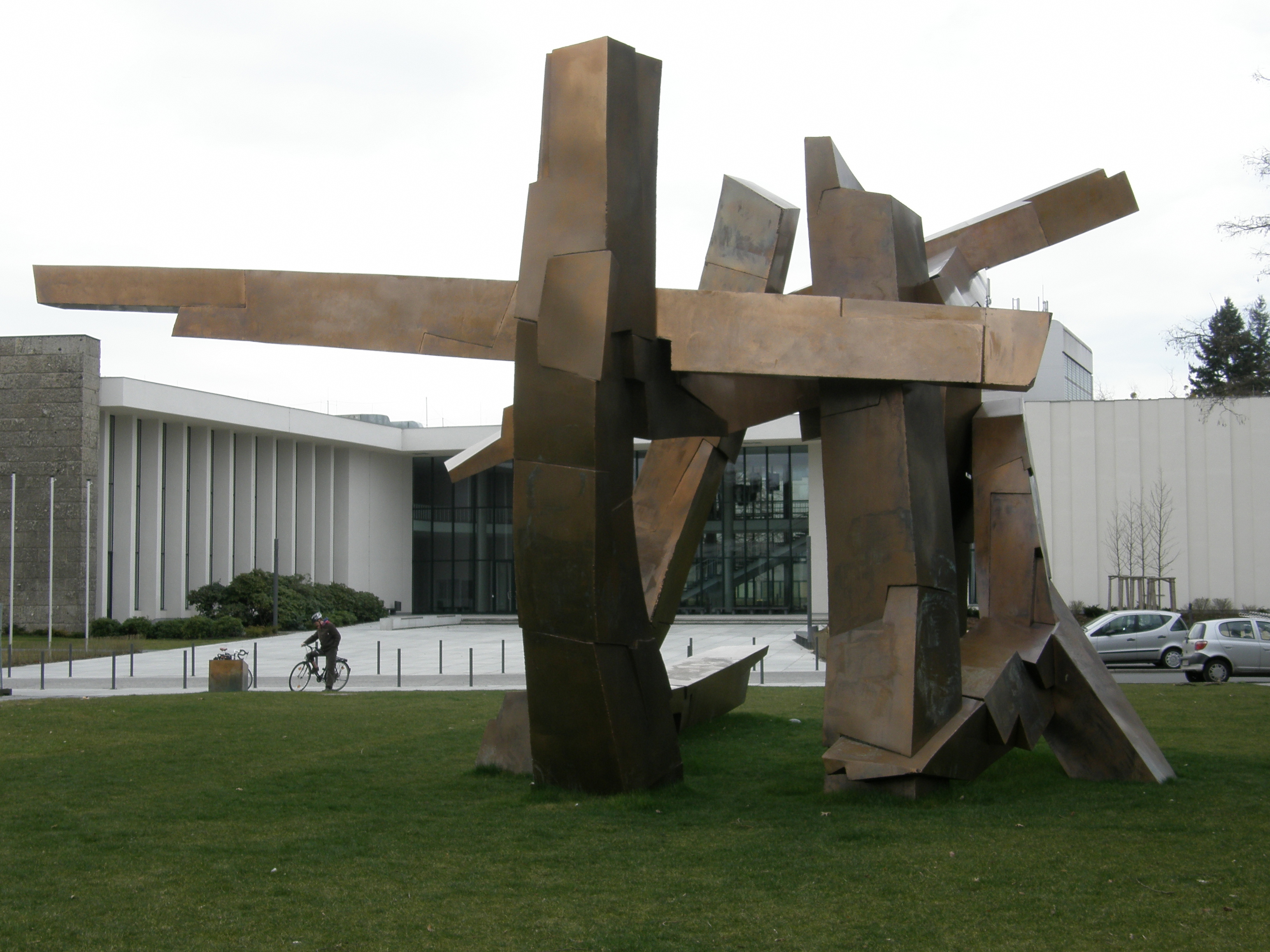
Volker Bartsch: „Perspektiven“

Dasselbe Schicksal wie Malkowski erlitten die neun Berliner Studenten Günter Beggerow (1928–1952), Fritz Flatow (1930–1952), Kurt Helmar Neuhaus (1924–1951), Aegidius Niemz (1929–1952), Friedrich Prautsch (1929–1952), Peter Püschel (1927–1951), Werner Schneider (1922–1951), Wolf Utecht und Karl-Heinz Wille (1923–1952). Alle wurden vom SMT Nr. 48240 zum Tode verurteilt und zur Hinrichtung in die Sowjetunion deportiert.
Auf dem Campus der Freien Universität Berlin erinnert seit 2007 die Bronzeskulptur „Perspektiven“ von Volker Bartsch daran, dass „zehn der ersten studentischen Mitglieder der Freien Universität ihr Engagement für die Freiheit von Lehre und Wissenschaft mit dem Leben bezahlt haben“.
Vergleichbares ereignete sich allerdings auch in anderen Regionen der DDR, etwa der Fall des Arno Esch in Mecklenburg-Vorpommern.